# Luxembourg aux Jeux olympiques d'hiver de 1992
Le Luxembourg aux Jeux olympiques d'hiver de 1992 est la seconde participation consécutive du Grand Duché aux Jeux olympiques, quatre ans après Calgary. L'unique représentant est toujours Marc Girardelli. 

## Médailles
Marc Girardelli favori dans plusieurs disciplines remporte deux médailles d'argent et permet au Luxembourg de remporter ses seules médailles olympiques lors des Jeux olympiques d'hiver.
- : Marc Girardelli -  Argent  en Super G et Slalom Géant

## Délégation
- : Marc Girardelli